# Dàmtxik
Dàmtxik (en rus: Дамчик) és un poble (un possiólok) de l'óblast d'Astracan, a Rússia, segons el cens del 2011 tenia 28 habitants.